# Cascais
Cascais és un municipi portuguès, situat al districte de Lisboa, a la Regió de Lisboa i a la subregió de Gran Lisboa. L'any 2006 tenia 185.279 habitants. Limita al nord amb Sintra, a l'est amb Oeiras i al sud i oest amb l'Oceà Atlàntic, a la famosa Costa d'Estoril.

## Cultura
Patrimoni
Situada a la zona costanera. Gran part del seu patrimoni monumental guarda relació amb la defensa i la navegació. Pel que fa a l'arquitectura, doncs, destaquen moltes fortificacions situades entre la platja de l'Abano i São Julião da Barra (pertany a Oeiras) que foren, fins al segle xix, d'extrema importància per a la defesa de Lisboa. A més d'aquestes, cal fer referència a moltes de les restes romanes i visigòtiques (viles i necròpolis), esglésies i capelles, així com cases senyorials de l'antiga noblesa portuguesa que, a partir de finals del segle xix, va començar a utilitzar aquesta costa com a zona d'estiueig.
Museus
```
* Casa Sommer
* Centro de Interpretaçió Ambiental da Ponta do Sal
* Palau dels Comtes de Castro Guimarães (Torre de San Sebastià)
* Palau do Duc de Palmela ou Palau Palmela
* Quinta del Baró, inclou solar, jardins i bodega.
* Museu da Música Portuguesa
* Nucli Museològic de Oitavos
* Torre de San Patrici (jardí), actual Casa-Museu Veritats Faria
```

## Població
| Població del concelho de Cascais (1801 – 2004) | Població del concelho de Cascais (1801 – 2004) | Població del concelho de Cascais (1801 – 2004) | Població del concelho de Cascais (1801 – 2004) | Població del concelho de Cascais (1801 – 2004) | Població del concelho de Cascais (1801 – 2004) | Població del concelho de Cascais (1801 – 2004) | Població del concelho de Cascais (1801 – 2004) | Població del concelho de Cascais (1801 – 2004) |
| ---------------------------------------------- | ---------------------------------------------- | ---------------------------------------------- | ---------------------------------------------- | ---------------------------------------------- | ---------------------------------------------- | ---------------------------------------------- | ---------------------------------------------- | ---------------------------------------------- |
| 1801                                           | 1849                                           | 1900                                           | 1930                                           | 1960                                           | 1981                                           | 1991                                           | 2001                                           | 2004                                           |
| 6052                                           | 5679                                           | 9463                                           | 22932                                          | 59617                                          | 141498                                         | 153294                                         | 170683                                         | 181444                                         |

## Freguesies
- Alcabideche
- Carcavelos
- Cascais
- Estoril
- Parede
- São Domingos de Rana

## Fills il·lustres
- António Gonçalves da Cunha Taborda (1857-[...?]) compositor musical